# ريكاردو جايمي
ريكاردو جايمي (بالإسبانية: Ricardo Jaime)‏ هو سياسي أرجنتيني، ولد في 16 يناير 1955 في قرطبة في الأرجنتين. حزبياً، نشط في Front for Victory ‏.